# Oceans (Where Feet May Fail)
Oceans (Where Feet May Fail) (en español, «Océanos (donde los pies pueden fallar)») es una canción del grupo australiano de música cristiana Hillsong United. Fue lanzado el 23 de agosto de 2013 como el segundo y último sencillo de su tercer álbum de estudio, Zion (2013). La canción está dirigida por Taya Smith y fue escrita por Matt Crocker, Joel Houston y Salomon Ligthelm, con la producción a cargo de Michael Guy Chislett.
En los Estados Unidos, la canción pasó un récord de 61 semanas no consecutivas en el número 1 en la lista Billboard Hot Christian Songs. En los resúmenes de fin de año, fue la canción número 1 de la lista en 2014 y 2016, la número 2 en 2015 y la número 10 en 2017. Billboard la clasificó como la canción cristiana número uno de la década de 2010. La canción fue certificada cuádruple platino en los Estados Unidos.

## Escritura y antecedentes
Las ideas de las canciones comenzaron temprano en la producción del álbum. Crocker trabajó con Ligthelm más tarde en Australia para escribir más letras y Ligthelm ayudó a decidir que el tema de la canción debería ser acerca de adentrarse en lo desconocido y que Pedro tuviera una confianza ciega para caminar sobre el agua. Gran parte de la melodía fue escrita en el transcurso de 10 días en el apartamento de Houston en Nueva York. La última letra fue escrita en una cascada el último día de grabación.
La canción fue grabada por la cantante Taya Smith, quien cantó muchas partes de la canción en una sola toma.

## Premios
La canción ganó muchas de las categorías principales en los Premios GMA Dove 2014, como "Canción del año", "Interpretación cristiana contemporánea del año", "Canción pop / contemporánea del año", "Canción de adoración del año" y Hillsong United fueron nombrados "Artista del año". A su vez, el grupo australiano fue el ganador en la categoría Top Christian Artist y la canción «Oceans (Where Feet May Fail)» la elegida como Top Christian Song en los Premios Billboard de 2016.

## Recepción de la crítica
Ryan Barbee de Jesus Freak Hideout dijo: "'Oceans (Where Feet May Fail)' continúa [el álbum] con un tono más íntimo y seguramente captará el corazón del oyente mientras la canción reitera: 'Espíritu, guíame donde mi confianza está sin barreras, déjame caminar sobre las aguas dondequiera que me llames'. La música crece y crece hasta llegar a un hermoso clímax que tocará las fibras de tu corazón mientras te alienta la fe que solo el Espíritu Santo puede dar". Jono Davies de Louder Than the Music declaró: "[Oceans] tiene una impresionante apertura orquestal antes de que de la nada una voz te golpee. La voz es deslumbrante, pero inquietante, todo al mismo tiempo. Luego, la canción se desarrolla musicalmente desde tonos atmosféricos inquietantes hasta la pura epicidad. Puedo escuchar a la gente perderse en la adoración en una conferencia de Hillsong con esta canción".
En 2021, el grupo de DJ holandés Dash Berlin creó un remix de la canción.

## Rendimiento comercial
"Oceans (Where Feet May Fail)" alcanzó el número 1 en la lista Billboard Hot Christian Songs y se mantuvo en la cima de las listas durante 45 semanas consecutivas hasta que fue destronada por «Something in the Water» de Carrie Underwood en octubre de 2014.  La canción se recuperó al número 1 durante otras cinco semanas hasta la semana de la lista del 23 de mayo de 2015, marcando un total de 50 semanas no consecutivas en la cima de la lista.  En total, la canción pasó un récord de 61 semanas en la cima de la lista.
A partir de mayo de 2022, Oceans tiene la mayor cantidad de semanas en la lista "Hot Christian Songs" de Billboard con 191 semanas.
Se convirtió en la canción número 1 de mayor duración en la lista, antes de que «You say» de Lauren Daigle rompiera el récord en 2019.

## Historial de versiones
| Región           | Fecha                    | Formato                               | Sello                        | Árbitro. |
| ---------------- | ------------------------ | ------------------------------------- | ---------------------------- | -------- |
| Australia        | 22 de febrero de 2013    | Descarga digital                      | Hillsong Capitol CMG         | [ 12 ]   |
| En todo el mundo | 23 de febrero de 2013    | Descarga digital                      | Hillsong Capitol CMG         | [ 13 ]   |
| Estados Unidos   | 26 de febrero de 2013    | Descarga digital                      | Hillsong Capitol CMG         | [ 14 ]   |
| Estados Unidos   | 23 de agosto de 2013     | Radio                                 | Sparrow Records              | [ 15 ]   |
| En todo el mundo | 30 de septiembre de 2014 | Descarga digital (versión en español) | Hillsong Capitol CMG Sparrow | [ 16 ]   |